# Caligus eleutheronemi
Caligus eleutheronemi is een eenoogkreeftjessoort uit de familie van de Caligidae. De wetenschappelijke naam van de soort is voor het eerst geldig gepubliceerd in 1957 door Shen.